# Miquel dels Sants Font i Martí
Miguel dels Sants Font i Martí (Reus, 18 de setembre de 1862 - Barcelona, 1929) va ser un periodista i metge reusenc.

## Biografia
Era fill de Bonaventura Font, metge cirurgià, i germà de Josep Font i Martí. Va estudiar a Reus i després medicina a la Universitat de Barcelona on es va llicenciar el 1886. En aquell any es va distingir a Reus ajudant a combatre l'epidèmia del còlera morbo que assolava la ciutat, junt amb el seu pare que també era metge.
Va ser un dels fundadors de l'Associació Catalanista de Reus i va escriure pel seu portaveu, La Veu del Camp. Va ser redactor i un dels fundadors del diari Lo Somatent. El 1887 col·laborva a Reus Artístich una revista d'art i literatura que, entre altres coses, va donar a conèixer les pintures de Fortuny, Tapiró, Galofré, Llovera i altres pintors locals.
El 1893 es va establir com a metge a l'Aleixar, i es va traslladar a Barcelona el 1909. Va ser cofundador del Centre Catòlic Obrer de Sant Vicent de Paül, va instituir escoles de nit pels fills d'obrers, i un dispensari mèdic gratuït.
Va ser corresponsal a Reus de diversos diaris. Va publicar Cronicas barcelonesas sobre la vida a la ciutat de Barcelona i Recuerdos de viaje, una descripció del seu viatge a França, Bèlgica, als Països Baixos i a Alemanya).
Va morir a Barcelona el 1929.